# Ralytupa minor
Ralytupa minor är en tvåvingeart som först beskrevs av Loïc Matile 1970.  Ralytupa minor ingår i släktet Ralytupa och familjen platthornsmyggor. Inga underarter finns listade i Catalogue of Life.